# Ángel Rubio González
Ángel Rubio González (La Espina, Asturias, 1955) es un guitarrista, intérprete de laúd, percusionista y compositor español de jazz fusión.
Inicia su carrera en 1973, acompañando a cantautores como Elisa Serna, Antonio Mata o Pablo Guerrero. En 1985, forma su primer grupo, Madera Jazz, con el que obtiene el primer premio de la III Muestra de Jazz Madrileño. Con esta banda, editó tres discos. Crea la Big Band del Foro, en 1990, junto al baterista José Vázquez "Roper", grabando con esta formación dos discos más. Después, hasta mediados de los años 1990, desarrolla su trabajo con pequeños grupos, y acompañando a cantantes de jazz como Sonia Vallet, Paula Bas o la portuguesa Maria João, hasta formar, en 1995, el grupo de fusión étnica Black Market, junto a músicos como Tom Hornsby, Nirankhar Khalsa y Evaldo Robson. A partir de 1998, y sin dejar de funcionar con Black Market, Rubio lanza un nuevo grupo: Jazzhondo que desarrolla su trabajo en el ámbito del jazz flamenco. Recientemente, ha residido en Tánger y realiza actividades docentes.
En 1994 obtuvo el II Premio Nacional de Composición de la SGAE, por su tema "For Duke", dedicado a Duke Ellington. En 1995, fue elegido "mejor guitarrista de jazz español" por la revista especializada "Sachtmo". En 1996, recibió el Premio de COmposición de Jazz de Mónaco, por su tema "Soft Machine". 

## Discografía
- Madera: FH (1985, Dial Discos)
- Madera: Sufrimos mucho  (1988, RNE discos)
- Madera: Postfree  (1990, NMP)
- Big Band del Foro: Quiet 2 (1991)
- Ángel Rubio Cuarteto: Homenaje a Chet Baker
- Big Band del Foro: Manifestación (1993)
- Black Market: World music (1995, NMP)
- Jazzhondo: Jazzhondo  (1998, NMP)
- Black Market: Distant Worlds  (2000, NMP)
- Jazzhondo: Jazzhondo 2  (2008, NMP)